# Rio Ciurea
O Rio Ciurea é um rio da Romênia, afluente do Gârboveta, localizado no distrito de Neamţ.